# Lot en zijn dochters (Louvre)
Lot en zijn dochters is een schilderij van een anonieme meester, eerder toegeschreven aan Lucas van Leyden. Het wordt volgens het Louvre in Parijs, waar het sinds 1900 tot de collectie behoort, gedateerd op circa 1525-1530, waar eerder ook wel 1504 en 1512 werden genoemd. Volgens het Parijse museum is het vervaardigd door iemand die actief was in Leiden of Antwerpen. Het betreft een weergave van het gelijknamige verhaal uit het Oude Testament waarin Lot wordt verleid door zijn dochters, met op de achtergrond de vernietiging van Sodom.

## Context
Het Bijbelse boek Genesis verhaalt in hoofdstuk 18 en 19 van de steden Sodom en Gamorra, waar de mensen in zonde leven. God zendt twee van zijn engelen naar Sodom om poolshoogte te nemen. Ze ontmoeten Lot, een neef van Abraham, die hen uitnodigt in zijn huis. Eenmaal bij hem binnen verzamelen de mannen van Sodom zich rondom zijn huis. Ze eisen dat hij zijn twee bezoekers aan hen uitlevert zodat ze seks met hen kunnen hebben. Lot weigert, zich beroepend op zijn gastheerschap. Hij biedt zijn belagers in plaats van de gasten zijn twee maagdelijke dochters aan, maar dat wordt geweigerd. Als de mannen van Sodom Lots huis aanvallen gebruiken de twee engelen hun hemelse macht en maken de aanvallers blind. Ze sommeren Lot en zijn familie zo snel als mogelijk de stad te verlaten, zeggende dat deze verwoest zal worden. Ze waarschuwen hen niet te stoppen en niet om te kijken. Lot slaat dan met zijn vrouw en twee dochters op de vlucht. Wanneer zijn vrouw toch omkijkt verandert ze in een zoutpilaar.

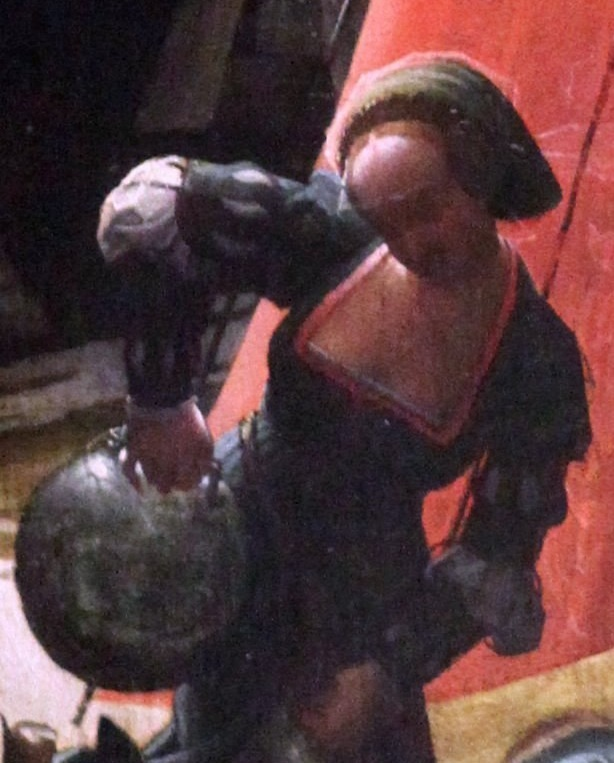
Het bijschenken van de wijn

Eenmaal buiten de stad schuilen Lot en zijn dochters in een grot in de bergen. Ze zien dat Sodom volledig is verwoest. Zijn dochters worden daarop bang dat er geen man meer te vinden is die kinderen bij hen verwekken kan en besluiten hun vader te verleiden. Ze voeren hem dronken en hebben gemeenschap met hem. Beiden zouden een zoon baren. De zoon van de oudste dochter heette Moab, de stamvader van de Moabieten. De jongste dochter noemde haar zoon Ben-ammi; hij werd de stamvader van de Ammonieten.

## Weergave
Het hier besproken schilderij wijkt op tal van onderdelen af van het originele Bijbelverhaal. Het meest opvallend is dat de drie hoofdpersonen geen enkel teken van wanhoop of angst tonen, hetgeen verwacht zou mogen worden van mensen die zo plotseling huis en haard heeft moeten verlaten of van een gezin dat net de moeder heeft verloren. Ook bevinden ze zich niet in een grot, maar voor een luxe tent. Opvallend is ook dat het op het hier besproken schilderij de man is die de vrouwen verleidt en niet andersom. Het incestueuze van het verhaal komt nauwelijks tot uitdrukking. Bijna lijkt het een idyllisch tafereeltje.

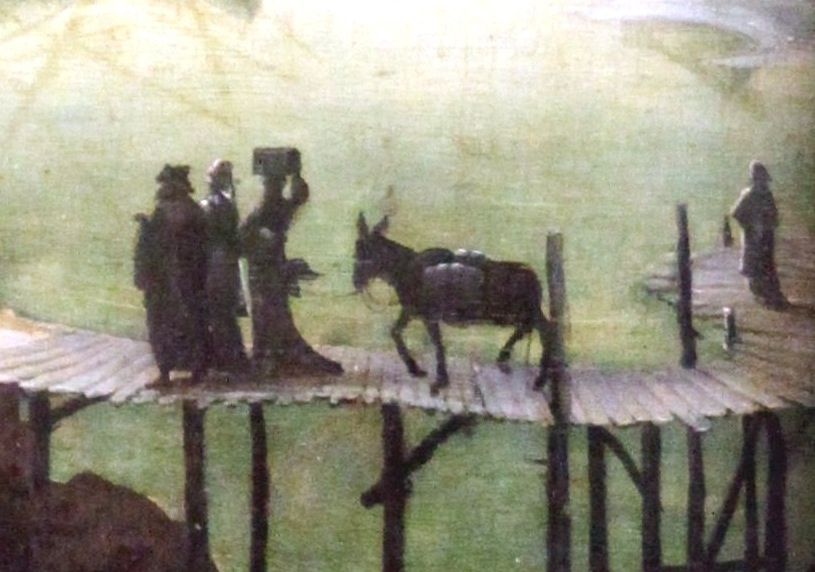
Lot en zijn dochters op de brug

De kunstenaar beeldt Lot en zijn dochters overigens nog een keer af op het schilderij: rechts over een brugpad, gevolgd door een pakezel, zich verwijderend van het gedoemde Sodom. Iets achter hen zien we de moeder, die in een zoutpilaar is veranderd. Ook hier lopen ze schijnbaar onbewogen voorwaarts, in alle rust, alsof ze naar een picknick gaan. Een van de dochters draagt iets van bagage op haar hoofd, mogelijk de tent.
De vernietiging van Sodom, conform de Bijbeltekst getroffen door hemelse bliksemschichten en meteoren, wordt op de achtergrond nauwgezet uitgewerkt. De weergave duidt op een bijzondere technische begaafdheid van de maker.

## Interpretatie
De Duitse kunsthistorici Rainer en Rose-Marie Hagen verklaren het thema en de eigen interpretatie van de kunstenaar door te wijzen op de tijd waarin zowel het Bijbelverhaal ontstond, als die waarin het hier besproken schilderij werd geschilderd. In de tijd dat het Bijbelverhaal werd geschilderd, en toen het Jodenvolk als nomaden door de woestijn trok, was gastvrijheid een deugd van levensbelang, belangrijker nog dan het prostitueren van je dochters, zoals Lot zijn belagers aanbood. Met betrekking tot de tijd waarin het paneel werd geschilderd wijzen de Hagens op het opkomend Lutheranisme, waarin de val van Rome werd gepredikt, naar analogie met de verwoesting van Sodom. Incest was een ondeugd, maar in die tijd lang niet zo sterk als heden ten dage. Het woog in elk geval niet op tegen het belang van het opbouwen van een nieuwe stam dan wel godsdienst. De dochters rechtvaardigden hun handelen ook door te zeggen dat ze dachten dat hun vader nog de enige man op aarde was.

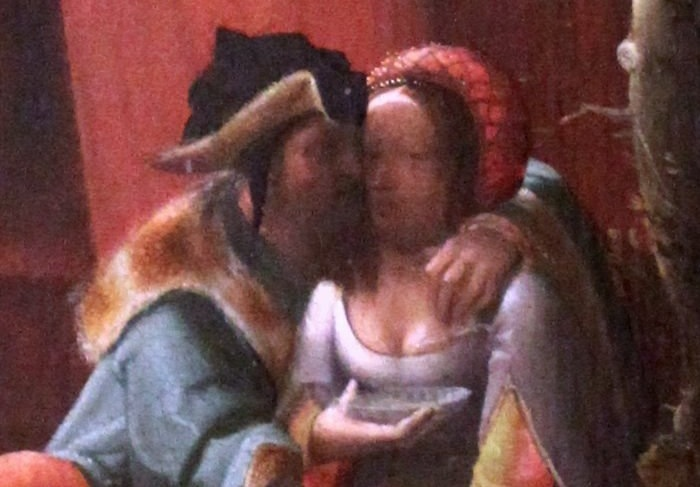
Het ongelijke koppel

Volgens Rainer en Rose-Marie Hagen is het thema in een meer algemene zin ook doordrongen van wereldlijke verlangens en seksuele fantasieën, mogelijk ontsproten uit het onderbewuste. Ze wijzen daarbij zelfs op Sigmund Freuds theorie van het elektracomplex, de tegenhanger van het oedipuscomplex, waarin dochters hun moeder dood wensen om haar plaats te kunnen innemen. Incest was in in de Griekse mythologie, waaraan ook Freud refereert, overigens schering en inslag, alsook in andere oude tijden. In de zestiende eeuw zal het zeker als ondeugd hebben gegolden, mede ook gezien de rol die drank in het tafereel speelt (de vader moest eerst dronken worden gevoerd) maar zeker niet als onvergefelijke zonde. Het is de drank ook die de rollen omdraait: Lot is ineens de actieve partij en verleidt de dochter die passief naast hem zit. Die indolente houding verklaren Rainer en Rose-Marie Hagen door stellen dat de schilder, los van het Bijbelse thema, waarschijnlijk ook gewoon het toentertijd populaire motief van het ongelijke koppel heeft willen schilderen: de oudere man die een jonge vrouw verleid, meestal met behulp van geld of een machtspositie. De gracieuze houding van de andere dochter, die nogmaals wijn bijschenkt, toont in elk geval aan dat de stijve houding van haar zus niet te wijten is aan een gebrek aan vaardigheid bij de kunstschilder.

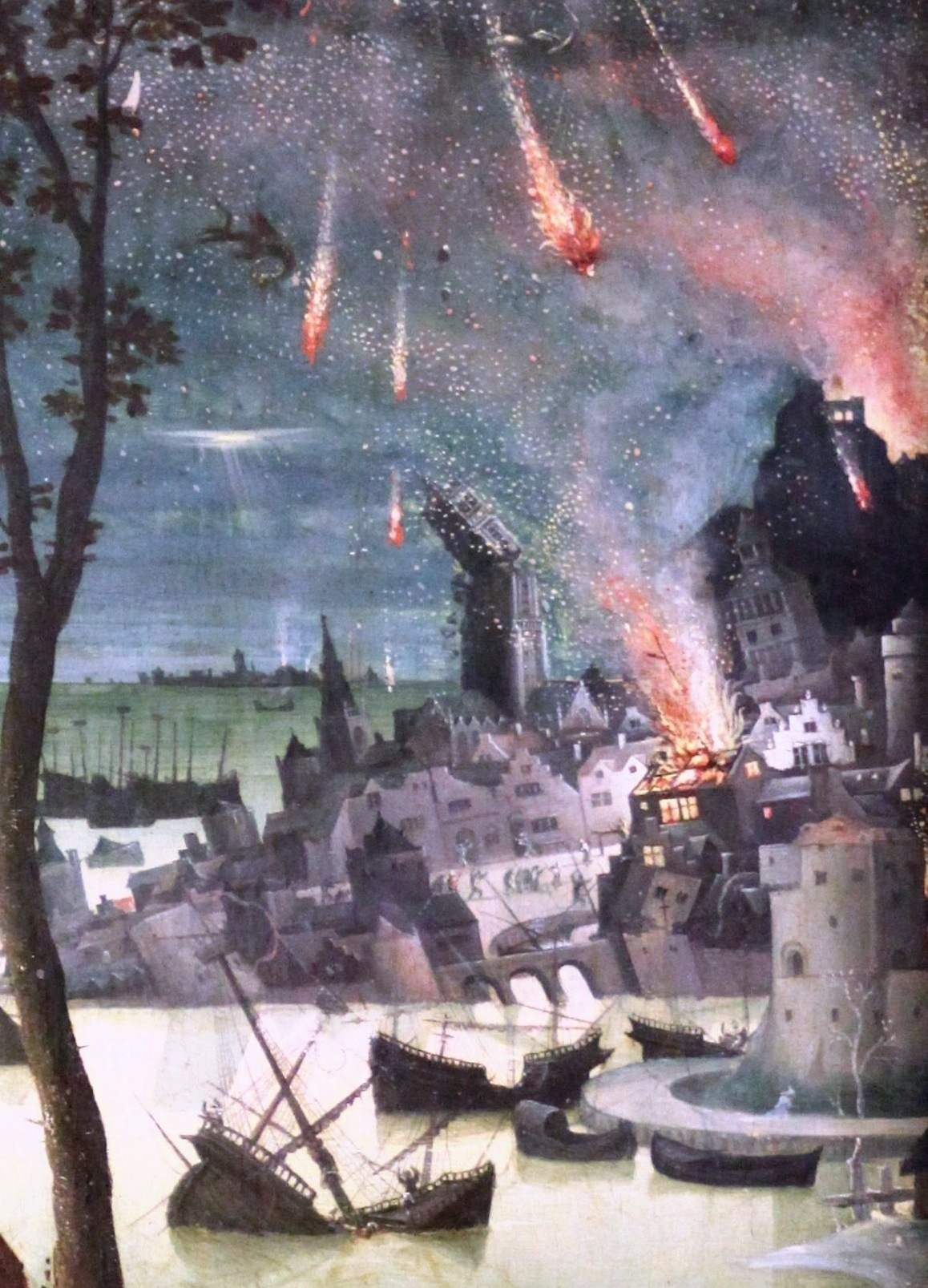
De verwoesting van Sodom

## Verwoeste stad
Lange tijd werd aangenomen dat Lucas van Leyden het hier besproken werk moest hebben geschilderd, maar deze hypothese wordt heden ten dage op grond van stijlkenmerken verworpen. Wel denken veel kunsthistorici nog steeds dat de schilder uit Leiden moet zijn gekomen. De weergave van de brandende stad zou herinneringen oproepen van de grote brand van Leiden in 1512, in het bijzonder de brekende kerktoren, die de Pieterskerk zou kunnen voorstellen. Het onheil komt van boven, vanuit de hemel, conform de Bijbeltekst. De stad lijkt naar links toe in elkaar te storten. Opvallend is het volledig kalme water op de voorgrond, met daarop de zinkende boten, die het bovenaardse en gerichte van het tafereel lijken te onderstrepen. De rotspartij links, met een kasteel, lijkt ook buiten schot te blijven. Het landschap is duidelijk kunstmatig, met onnatuurlijke contrasten tussen hoge rotsen en een laagvlakte met de achterliggende zee. Dat artificiële heeft ook iets beangstigends, zoals de wereld in het begin van de zestiende eeuw, met dreigende natuurrampen en vooral veel grote branden, door de meeste mensen ook ervaren werd. De kunstenaar speelt treffend in op deze gevoelens. De boom in het midden zorgt voor diepte en een scheiding tussen het op het eerste oog idyllische tafereel op de voorgrond tegenover het daarmee contrasterende inferno op de achtergrond.